# Сиви (тауншип, Миннесота)
Сиви (англ. Seavey) — тауншип в округе Эйткин, Миннесота, США. На 2000 год его население составило 64 человека.

## География
По данным Бюро переписи населения США площадь тауншипа составляет 94,1 км², из которых 94,1 км² занимает суша, водоёмов нет.

## Демография
По данным переписи населения 2000 года здесь находились 64 человека, 31 домохозяйство и 16 семей. Плотность населения —  0,7 чел./км². На территории тауншипа расположено 79 построек со средней плотностью 0,8 построек на один квадратный километр. Расовый состав населения: 100,00 % белых.
Из 31 домохозяйств в 16,1 % воспитывались дети до 18 лет, в 41,9 % проживали супружеские пары и в 45,2 % домохозяйств проживали несемейные люди. 45,2 % домохозяйств состояли из одного человека, при том 12,9 % из — одиноких пожилых людей старше 65 лет. Средний размер домохозяйства — 2,06, а семьи — 2,88 человека.
18,8 % населения — младше 18 лет, 1,6 % — в возрасте от 18 до 24 лет, 29,7 % — от 25 до 44, 31,3 % — от 45 до 64, и 18,8 % — старше 65 лет. Средний возраст — 45 лет. На каждые 100 женщин приходилось 137,0 мужчин. На каждые 100 женщин старше 18 приходилось 136,4 мужчин.
Средний годовой доход домохозяйства составлял 30 000 долларов, а средний годовой доход семьи —  31 250 долларов. Средний доход мужчин —  44 375  долларов, в то время как у женщин — 11 250. Доход на душу населения составил 24 582 доллара. За чертой бедности находились 15,0 % семей и 21,1 % всего населения тауншипа, из которых 28,6 % младше 18 и 23,8 % старше 65 лет.